# Агнеш Ковач
Агнеш Ковач (угор. Ágnes Kovács, 13 липня 1981) — угорська плавчиня.
Олімпійська чемпіонка 2000 року, призерка 1996 року, учасниця 2004 року.
Чемпіонка світу з водних видів спорту 1998, 2001 років.
Чемпіонка Європи з водних видів спорту 1997, 1999, 2000 років, призерка 1995, 2006 років.
Призерка Чемпіонату Європи з плавання на короткій воді 1999, 2002 років.